# 特雷维安
特雷维安（法語：Trévien，法語發音：[tʁevjɛ̃]）是法国奥克西塔尼大区塔恩省的一个市镇，属于阿尔比区。

## 地理
特雷维安（44°6'38"N, 2°7'25"E）面积16.26 平方千米，位于法国奧克西塔尼大區塔恩省，该省份为法国南部内陆省份，北起顺时针与阿韦龙省、埃罗省、奥德省、上加龙省和塔恩-加龙省接壤。
与特雷维安接壤的市镇（或旧市镇、城区）包括：蒙蒂拉、阿尔迈拉克、米朗多勒-布尔纽纳克、莫内斯蒂耶。

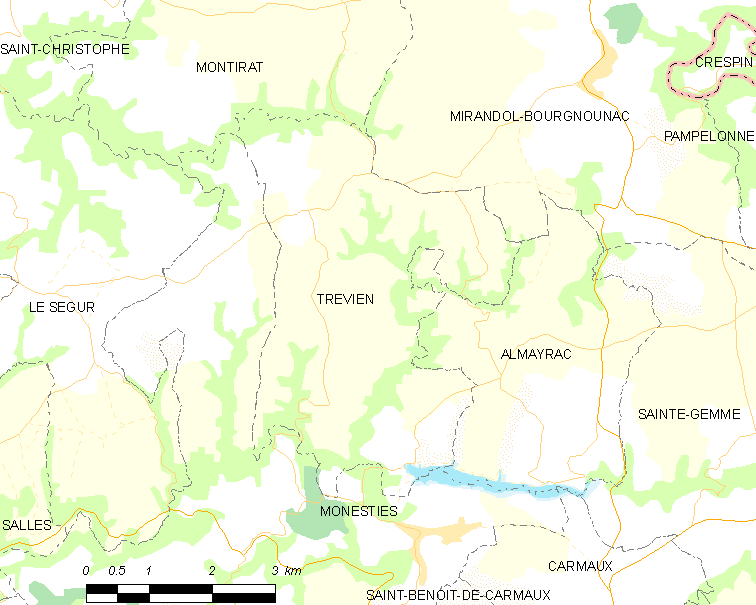
特雷维安的OSM定位图

特雷维安的时区为UTC+01:00、UTC+02:00（夏令时）。

## 行政
特雷维安的邮政编码为81190，INSEE市镇编码为81304。

## 政治
特雷维安所属的省级选区为卡尔莫第二县。

## 人口

1962-2008年间特雷维安人口变化图示

特雷维安于2022年1月1日时的人口数量为200人。